# Estrela pré-sequência principal
|         |  |            |
| T Tauri |  | FU Orionis |

Uma estrela pré-sequência principal (também chamada de estrela PSP e objeto PSP) é uma estrela que se encontra num estágio de desenvolvimento anterior à sequência principal no diagrama de Hertzsprung-Russell. Uma estrela PSP pode ser uma estrela T Tauri ou uma estrela FU Orionis (<2 massas solares) ou uma estrela Herbig Ae/Be (2-8 massas solares).
A fonte de energia desses objetos é a contração gravitacional (em oposição à fusão do hidrogênio em estrelas de sequência principal). No diagrama de Hertzsprung-Russell, o estágio de pré-sequência principal com massas de >0.5 massas solares se traduz em um movimento ao longo das trilhas de Hayashi (descendendo quase que verticalmente) e posteriormente ao longo das trilhas de Henyey (para a esquerda, quase que horizontalmente, rumo à sequência principal).
Estrelas PSP podem ser diferenciadas das estrelas anãs de sequência principal através do uso de espectros estelares para mensurar a correlação entre a gravidade e a temperatura. Uma estrela PSP apresentará um raio maior que o de uma estrela da sequência principal, sendo assim menos densa e possuindo uma gravidade superficial mais baixa.
Enquanto a matéria circundante estiver sendo atraída para a condensação central, o objeto é considerado uma protoestrela. Quando o envelope de gás/poeira desaparece e o processo de acreção se encerra, a estrela passa a ser considerada uma estrela pré-sequência principal.
Estrelas pré-sequência principal se tornam óticamente visíveis após o birthline estelar. O estágio de estrela pré-sequência principal dura menos que 1% da vida de uma estrela (em contraste, uma estrela passará 80% de sua vida na sequência principal).
Acredita-se que durante este estágio todas as estrelas possuem densos discos circum-estelares, prováveis locais de formação de planetas.